# Пекинский консенсус
Пекинский консенсус (англ. Beijing Consensus), также иногда «Китайская модель», «Китайская экономическая модель» — это термин используется в отношении политической и особенно экономической политики Китайской Народной Республики. Данная экономическая модель начала развиваться после смерти Мао Цзэдуна и реабилитации Дэн Сяопина, и как принято считать способствовала росту ВВП Китая в восемь раз на протяжении двух десятилетий.
Термин «Пекинский консенсус» был разработан Джошуа Купером Рамо в отношении модели экономического развития Китая в качестве альтернативы — особенно для развивающихся стран — Вашингтонскому консенсусу, ориентированный на рынок, который продвигается МВФ, Всемирным банком и Министерством финансов США.
Китайская модель развития базируется на принципах, во многом отличных от Вашингтонского консенсуса. Во-первых, в КНР сохраняется авторитарный режим, проводится постепенная, а не обвальная демократизация. Во-вторых, в начале реформ Китай осуществлял постепенное дерегулирование цен, а сегодня осуществляет постепенную экономическую либерализацию. В-третьих, в КНР негосударственный сектор создавался с нуля, а не в результате широкомасштабной приватизации, а также соблюдается плюрализм форм собственности и контроля. В-четвёртых, в Китае осуществляется сильная экспортно-ориентированная промышленная политика. В-пятых, в КНР занижается валютный курс через накопление валютных резервов, что служит инструментом стимулирования экспортно-ориентированного роста. В шестых, совершенствованием духовной, социальной и политической сфер общества. В седьмых, развитием большей самостоятельности и независимости индивидов.

## Джошуа Купер Рамо
Рамо вводит термин «пекинский консенсус» в качестве альтернативы теряющему привлекательность «вашингтонскому консенсусу».
Основными принципами «Пекинского Консенсуса» является стремление стран к сохранению своего национального суверенитета и к многополярности на мировой арене. Именно такая модель, наиболее ярко явленная на примере Китая, и может служить образцом для подражания для развивающихся стран. Как отмечал в одном из интервью сам Рамо, «мирная стратегия Китая, имеющая целью экономический рост, не мыслится как вызов США. Но сама модель имеет такую силу, что привлекает сторонников почти с той же скоростью, с какой американская модель их отпугивает».

## Джон Уильямсон
В январе 2012 года в своей статье «Политика Азии» Уильямсон пишет, что Пекинский Консенсус состоит из пяти составляющих:

1) Постепенные реформы (в противовес подходу «Большого взрыва»)

2) Инновации и эксперименты

3) Экономический рост за счет экспорта

4) Государственный капитализм 

5) Авторитаризм (в противовес демократии)

## Критика
Несмотря на ряд преимуществ «Пекинского Консенсуса», китайский экономист Ю Уэнли пишет, что неолиберальная трансформация государства под руководством КПК привела к обострению в КНР четырёх главных проблем:
1) увеличение разрыва между богатыми и бедными представляет собой вызов социалистической распределительной системе;
2) приватизация находящихся в государственной собственности предприятий и «находящихся в государственной собственности активов» наносит ущерб социалистической «коллективной системе собственности»
3) правительственное «нарушение функционирования» или «неправильное поведение» на рынке наносит урон социалистической рыночной экономической системе;
4) «сельско-городская сдвоенная экономическая структура» и увеличение разрыва между регионами наносит ущерб сбалансированному развитию национальной экономики. В результате китайское общество, которое было одним из наиболее равных в мире, превратилось в одно из наиболее неравных.
КНР стала обществом риска, где ответственность за занятость, социальное обеспечение, образование, здраво-охранение, смягчение бедности, защиту окружающей среды все больше перераспределяется между правительством и НПО, между коллективом и индивидами в пользу последних.